# 양향자
양향자(梁香子, 1967년 4월 4일~)는 대한민국의 기업인 출신의 정치인이다. 제21대 국회의원을 지냈다.
1967년 4월 4일 전라남도 화순군 이양면 쌍봉리에서 태어났다. 본관은 제주 양씨(濟州 梁氏)다. 1985년 삼성전자에 입사한 양향자는 일개 연구 보조원이었으나, 대한민국 국회의원의 위치에 오른 “샐러리맨 신화” “여자 주원장”이라고 불릴 정도로 신화적인 인물이다.
2016년 1월 12일 더불어민주당의 외부 인사 영입으로 입당해 기자회견을 열고, "학력 · 성별 · 출신의 유리 천장을 깨기 위해 모든 것을 다 바쳐 노력했다"고 살아온 길을 말했다. 제20대 총선에서 광주 서구 을 지역구에 출마하였다가 낙선하였고 그 후에도 광주에 남았다. 2016년 8월 27일 더불어민주당 제2차 전당대회에서 재선 의원인 유은혜 의원을 꺾고 전국여성위원장 겸 여성최고위원에 선출되었다. 2018년 3월 민선 7기 광주광역시장에 출마하였으나, 당내 경선에서 이용섭, 강기정 후보에 밀려 3위로 탈락하였다. 2018년 8월 문재인 정부의 국가공무원인재개발원 원장에 임명되었다.
2020년 제21대 국회의원 선거에서 광주 서구 을 선거구에 출마하였으며 75.83%의 득표율을 기록하면서 국회의원에 당선되었다.
2024년 4월 제22대 총선에서 경기도 용인시 갑에 개혁신당 후보자로 출마, 낙선하였다.

## 학력
- 1986 광주여자상업고등학교 졸업
- 2005 한국디지털대학교 인문학 학사
- 2008 성균관대학교 대학원 전기전자컴퓨터공학 석사

## 경력
- 1985. 11.~1992. 12. 삼성전자 반도체메모리설계실 연구보조원
- 1993. 1.~2007. 1. 삼성전자 메모리사업부 SRAM설계팀 책임연구원
- 2007. 2.~2011. 1. 삼성전자 메모리사업부 DRAM설계팀 수석연구원
- 2011. 1.~2014. 1. 삼성전자 메모리사업부 플래시설계팀 수석연구원, 부장
- 2014. 1.~2015. 12. 삼성전자 메모리사업부 플래시개발팀 상무
- 2016. 1.~2016. 4. 제20대 국회의원 선거 더불어민주당 선거대책위원회 위원
- 2016. 6.~2022. 4 더불어민주당 광주광역시당 서구 을 지역위원회 위원장
- 2016. 8.~2018. 8. 더불어민주당 전국여성위원장
- 2016. 8.~2018. 8. 더불어민주당 최고위원
- 2018. 8.~2019. 8. 인사혁신처 산하 국가공무원인재개발원 원장
- 2019. 8.~2020. 8. 더불어민주당 일본경제침략특별위원회 위원
- 2020년 4월 15일: 대한민국 제21대 국회의원 선거 당선(광주 서구 을, 더불어민주당, 초선)
- 2020. 8.~2021. 4. 더불어민주당 최고위원
- 2021. 5.~2021. 7. 더불어민주당 반도체기술특별위원회 부위원장, 간사
- 2022. 6.~2023. 6. 국민의힘 반도체산업 경쟁력 강화 특별위원회 위원장
- K-디아스포라 세계연대 상임대표
- 2023. 6.~2023. 8. 한국의희망 창당준비위원장
- 2023. 8.~2024. 1. 한국의희망 원내대표 겸 공동대표
- 2024. 1.~2024. 5. 개혁신당 원내대표
- 2024. 5.~2025. 4. 개혁신당 경기도당 용인시 갑 조직위원회 위원장
- 2024. 7.~ 양향자반도체아카데미 대표
- ~2025. 4. 개혁신당 탈당
- 2025. 4.~ 국민의힘 입당
- 2025. 4.: 제21대 대통령 선거 국민의힘 대통령 예비후보
- 2025. 4.~2025. 5.: 제21대 대통령 선거 국민의힘 한동훈 대통령 경선후보 국민먼저 캠프 공동선대위원장
- 2025. 5.~2025. 6.: 제21대 대통령 선거 국민의힘 김문수 대통령 후보 공동 선거대책위원장 겸 반도체·AI첨단산업 본부장

## 의정 활동
- 2020. 5.~2024. 5. 제21대 국회의원(광주 서구 을, 더불어민주당→무소속→한국의희망→개혁신당, 초선)
  - 2020. 6.~2022. 5. 제21대 국회 전반기 기획재정위원회 위원
  - 2020. 6.~2021. 5. 제21대 국회 전반기 예산결산특별위원회 위원
  - 2022. 4.~2022. 5. 제21대 국회 전반기 법제사법위원회 위원
  - 2022. 7.~2024. 5. 제21대 국회 후반기 산업통상자원중소벤처기업위원회 위원
  - 2023. 6.~2024. 5. 제21대 국회 첨단전략산업 특별위원회 위원
  - 2023. 6.~2024. 5. 제21대 국회 후반기 예산결산특별위원회 위원

## 저서
- 《꿈 너머 꿈을 향해 날자, 향자》. 비타베아타. 2018년 1월 31일. ISBN 979-11-5706-112-9.

## 정치적 행보와 주요 발언
2020년 12월 18일, 중대재해법 관련한 일부 발언: "기업에만 모든 책임을 지우는 것으로 사고를 완전히 막을 수 없습니다. 특정인을 겨냥하는 것도 능사는 아닙니다. 안전을 우선할 수 있는 환경을 조성해야합니다. 지속가능한 예방으로 산재를 종식시켜야 합니다. 안전사고의 50%는 도급업체에서 발생한다고 합니다. 이런 위험의 외주화를 안전관리의 전문화로 탈바꿈할 방법을 찾아야 합니다. 원청과 도급업체 모두의 책임을 높이는 것으로 가능합니다. 다만 현실적으로 모든 안전관리 업무를 원청회사가 맡는 것은 불가능하기에 도급업체의 안전관리 역량을 끌어올릴 방안도 동반되어야 합니다. 국가와 기업이 함께 적극적으로 나서야 합니다. 국가는 안전관리 능력을 인증 받은 전문 도급업체를 육성하고 지원해야 합니다. 기업은 국가로부터 공인받은 전문업체에만 업무를 위탁하도록 해야 합니다. 공인된 업체에만 위탁하고 제대로 비용을 지출하는 기업은 처벌대상에서 제외한다면 산업생태계의 안전역량이 높아지는 선순환 구조를 구축할 수 있을 것입니다. 그것이 선제적으로 산재를 막는 길입니다."

## 논란

### 이재용 회장 옹호 논란
분식회계로 재판에 출석하는 이재용을 옹호해서 논란이 되었다. “4년간이나 재판을 받아오고 있는 상황이 과연 정상적이냐”라며 이재용을 옹호하였다. 한편 이재용은 2016년 불거진 ‘국정농단 사건’에서 박근혜 전 대통령에게 뇌물을 준 혐의로 재판에 넘겨져 현재 파기환송심이 진행 중이다. 검찰은 2018년 11월 금융위원회 산하 증권선물위원회로부터 삼성바이오로직스의 분식회계 혐의 고발을 접수하고 1년 8개월 가까이 이 회장의 경영권 불법 승계 관련 수사를 이어오고 있다.

### 2차 가해 논란 (무혐의)
지역 사무소 특보를 맡고 있던 외사촌 박씨가 비서 성추행 혐의로 기소된 것에 대해 언론 접촉 과정에서 “성폭행은 아닌 것으로 알고 있다” “피해자와 직접 소통한 결과 성폭행과 관련한 내용은 없었다”고 밝혀 2차 가해 논란이 일었으며, 이에 대해 더불어민주당 중앙당 윤리심판원은 2021년 7월 12일 양향자 의원을 제명하자 자진탈당했다. 외사촌은 13일 성추행 혐의로 구속되었으며, 항소심에서 징역 1년에 집행유예 2년을 선고받았으며, 지역사무소 회계책임자와 공모해 유급 사무원으로 근무한 사실이 없는 3명에게 급여 명목으로 공직선거법 위반 혐의로 1심에서 500만원 벌금형을 선고받았다.
광주경찰청 여성청소년범죄수사대에 따르면 경찰은 양향자 의원이 의원실 지역사무소 특별보좌관으로부터 사무소 여성 직원이 성추행 피해를 당했다는 사실이 알려지자 언론 인터뷰를 통해 ‘성폭력 관련 내용이 없었다’고 말한 사실 등이 피해 여성의 명예를 훼손할 의도가 없다고 판단, ‘혐의 없음’으로 사건을 종결 처리했다.

## 역대 선거 결과
|  | 31.48% |

|  | 75.83% |

|  | 3.21% |

## 소속 정당
| 소속 정당 | 소속 정당    | 소속 기간 | 비고      |
| --------- | ------------ | --------- | --------- |
|           | 더불어민주당 | 2016~2018 | 정계 입문 |
|           | 무소속       | 2018~2019 | 탈당      |
|           | 더불어민주당 | 2019~2021 | 복당      |
|           | 무소속       | 2021~2023 | 제명      |
|           | 한국의희망   | 2023~2024 | 창당      |
|           | 개혁신당     | 2024~2025 | 합당      |
|           | 무소속       | 2025      | 탈당      |
|           | 국민의힘     | 2025~현재 | 입당      |

## 같이 보기
- 광주 서구의 국회의원
- 서구 을 (2004년 광주 선거구)